# Iranska mitologija
Iranska mitologija podrazumijeva sve mitove i religijske priče iranskih naroda koji dijele zajedničku povijest i kulturu. Korijeni iranske mitologije sežu duboko u indoiransko razdoblje (3. tisućljeće pr. Kr.) kada su iranska i indoarijska plemena naseljavala područja središnje Azije i dijelila zajedničku religiju, a samostalno se počela razvijati nakon njihove diobe oko 1500. pr. Kr.

## Značajna djela
Najvažnije djelo vezano uz iransku mitologiju jest Firdusijeva Šahname („Knjiga kraljeva”) iz 10. stoljeća koja sadrži elemente mazdaizma i zoroastrizma ne samo iz Aveste već i kasnijih tekstova poput Bundahišna, Denkarda i brojnih drugih. 

## Religijska pozadina
Gotovo sve likove iz iranske mitologije možemo svrstati u dvije skupine - dobre i zle, a taj obrazac temelji se na dualističkom načelu zoroastrizma prema kojem postoji vječna borba između Ahure Mazde (dobra) i Ahrimana (zla).

## Najpoznatiji heroji
Među najslavnijim mitološkim herojima su Rustam koji ubija zmaja i kovač Kave koji narodnim ustankom svrgava tiranina Zahaka.

## Poveznice
- Avesta
- Zoroastrizam
- Šahname